# Eisenbahnunfall von Uggowitz
Bei dem Eisenbahnunfall von Uggowitz (heute: Ugovizza) am 14. August 1918 stießen im Bahnhof von Uggowitz zwei Züge mit Fronturlaubern zusammen. 11 Menschen starben.

## Ausgangslage
Die beiden Züge waren auf der Rudolfsbahn unterwegs. Wegen Verspätung war deren Kreuzung von Tarvis (heute: Tarvisio) in den kleinen Bahnhof Uggowitz verlegt worden. Dieser wurde mit Handweichen betrieben, die keine Signalabhängigkeit besaßen. Die zutreffende Weichenstellung wurde durch Stechschlüssel überwacht, die zum Umstellen der Weiche erforderlich waren, und dem Fahrdienstleiter dann vorgelegt werden mussten.

## Unfallhergang
Zug Nr. 918 hatte im Bahnhof Uggowitz gehalten, der Fahrdienstleiter gab nun die Einfahrt für den Zug Nr. 917 frei. Das Einfahrsignal zeigte „Fahrt frei“. Allerdings war die Einfahrweiche falsch gestellt. Die Stechschlüssel, die dem Fahrdienstleiter vorzulegen waren, wurden nicht ordnungsgemäß eingesetzt. So kam es zum Frontalzusammenstoß der beiden Lokomotiven. Während beim Zug 918 nur die Lokomotive schwer beschädigt wurde und er seine Fahrt nach Lokomotivwechsel fortsetzen konnte, wurden der zweite und dritte Wagen des auffahrenden Zuges 917, beide von älterer Bauart mit Holzaufbau, ineinander geschoben.

## Folgen
11 Soldaten starben, sechs weitere wurden schwer und eine größere Anzahl leicht verletzt.